# Aleksander Hirschberg
Aleksander Hirschberg, född 15 december 1847 i Lemberg, död där 27 juli 1907, var en polsk historiker.
Hirschberg blev 1875 privatdocent i historia vid universitetet i Lemberg, grundade 1881 folkupplysningsförbundet "Towarzystwo oświaty ludowej" och beklädde till sin död posten som kustos i Ossilinski-biblioteket i Lemberg. 
Bland Hirschbergs många skrifter rörande Östeuropa på 1500- och 1600-talen märks Dymitr Samozwaniec (Den falske tronpretendenten Dmitrij, 1898) och Polska a Moskwa w I:ej polowie wieku XVII, 1901 (en materialsamling till historien om de polsk-ryska förbindelserna under Sigismund III). Resultaten av en studieresa till svenska bibliotek utgavs 1896 under titel Z wycieczki naukowej do Szwecyi (Från en vetenskaplig utflykt till Sverige).